# Спонка
Спонка (біл. Спонка) — річка у Вітківському і Добруському районах Гомельської області, ліва притока річки Сож (басейн Дніпра).
Довжина річки 23 км. Площа водозбору 218 км². Середній нахил водної поверхні 1,1 м/км. Починається на південній околиці села Барба, Гирло за 1 км на захід від села Рудня-Споницька. Русло протягом 4,7 км від витоку і 14,4 км від пункту за 1,5 км на північний схід від села Млинок до пункту в 2 км на північний захід від села Тарасівка каналізований.